# Ligne 2 du métro de Saint-Pétersbourg
La ligne 2 du métro de Saint-Pétersbourg, dite aussi Moskovsko-Petrogradskaïa (en russe : Моско́вско-Петрогра́дская ли́ния) est l'une des cinq lignes du métro de Saint-Pétersbourg, en Russie.

## Situation sur le réseau
La ligne traverse Saint-Pétersbourg dans une direction nord-sud et passe par le centre de la ville.

## Historique

### Chronologie
Ouvertures, :
- 29 avril 1961 : 6,5 km de Tekhnologuitcheski institout à Park Pobedy,
- 1er juillet 1963 : 5,9 km de Tekhnologuitcheski institout à Petrogradskaïa,
- 25 décembre 1969 : 1,8 km de Park Pobedy à Moskovskaïa,
- 25 décembre 1972 : 4,4 km de Moskovskaïa à Kouptchino,
- 6 novembre 1982 : 7,19 km de Petrogradskaïa à Oudelnaïa,
- 19 août 1988 : 3,73 km de Oudelnaïa à Prospekt Prosvechtchenia,
- 22 décembre 2006 : 2,2 km de Prospekt Prosvechtchenia à Parnas.

## Infrastructure

### Ligne
La ligne traverse Saint-Pétersbourg dans une direction nord-sud. Avec 30,1 km, elle est la plus longue du métro de Saint-Pétersbourg.

### Stations
Du nord au sud, la ligne 2 comprend les 18 stations suivantes :
|  |   |  | Station                      | Lieu      | Correspondance                             |
|  | - |  | ---------------------------- | --------- | ------------------------------------------ |
|  | • |  | Parnas                       | Vyborg    |                                            |
|  | • |  | Prospekt Prosvechtchenia     | Vyborg    |                                            |
|  | • |  | Ozerki                       | Vyborg    |                                            |
|  | • |  | Oudelnaïa                    | Vyborg    |                                            |
|  | • |  | Pionerskaïa                  | Primorski |                                            |
|  | • |  | Tchornaïa retchka            | Primorski |                                            |
|  | • |  | Petrogradskaïa               | Petrograd |                                            |
|  | • |  | Gorkovskaïa                  | Petrograd |                                            |
|  | o |  | Nevski prospekt              | Central   | via station Spasskaïa                      |
|  | o |  | Sennaïa plochtchad           | Central   | via station Spasskaïa via station Sadovaïa |
|  | o |  | Tekhnologuitcheski institout | Central   | (1)                                        |
|  | • |  | Frounzenskaïa                | Amirauté  |                                            |
|  | • |  | Moskovskie Vorota            | Moskovski |                                            |
|  | • |  | Elektrossila                 | Moskovski |                                            |
|  | • |  | Park Pobedy                  | Moskovski |                                            |
|  | • |  | Moskovskaïa                  | Moskovski |                                            |
|  | • |  | Zviozdnaïa                   | Moskovski |                                            |
|  | • |  | Kouptchino                   | Moskovski |                                            |